# What's My Favorite Word?
Albums de Too $hort
Chase the Cat
(2001) Married to the Game
(2003)
What's My Favorite Word? est le onzième album studio de Too $hort, sorti le 10 septembre 2002.
L'album s'est classé 8e au Top R&B/Hip-Hop Albums et 38e au Billboard 200.

## Liste des titres
| No  | Titre                                                                       | Contient un (des) sample(s) de            | Durée |
| --- | --------------------------------------------------------------------------- | ----------------------------------------- | ----- |
| 1.  | Triple X                                                                    |                                           | 4:47  |
| 2.  | Get That Cheese (featuring Roger Troutman Jr.)                              |                                           | 3:33  |
| 3.  | That’s Right"                                                               |                                           | 4:10  |
| 4.  | The Old Fashioned Way                                                       |                                           | 4:23  |
| 5.  | Quit Hatin’ Pt. 1 (featuring Twista, V-White, Lil Jon & The East Side Boyz) |                                           | 4:48  |
| 6.  | Quit Hatin’ Pt. 2 (featuring Pimp C, Lil Jon & The East Side Boyz)          |                                           | 4:12  |
| 7.  | Lollypops                                                                   |                                           | 4:17  |
| 8.  | Female Players                                                              |                                           | 3:48  |
| 9.  | Cali-O (featuring E-40, B-Legit, Ant Banks et D'wayne Wiggins)              |                                           | 5:37  |
| 10. | Pimp Life (featuring Devin the Dude, Bun B et Big Gipp)                     |                                           | 5:35  |
| 11. | Call It Gangster (featuring Petey Pablo et Dolla Will)                      |                                           | 4:29  |
| 12. | Set Up                                                                      |                                           | 3:22  |
| 13. | She Loves Her                                                               | Money (Dollar Bill Y'all) de Jimmy Spicer | 3:57  |
| 14. | The Movie (featuring George Clinton)                                        |                                           | 5:36  |